# لدرو رولان (مترو باريس)
لدرو رولان (بالفرنسية: Ledru-Rollin)‏ هي محطة مترو تابعة لمترو باريس تقع في فرنسا في الدائرة الحادية عشرة في باريس.[بحاجة لمصدر]